# Phương diện quân Sông Don
Phương diện quân Sông Don (tiếng Nga: Донской фронт) là một tổ chức tác chiến chiến lược của Hồng quân Liên Xô trong Thế chiến thứ hai.

## Lịch sử
Phương diện quân Sông Don được thành lập ra theo lệnh ngày 28 tháng 9 năm 1942 của Stavka nhằm tạo thành một cấu trúc chỉ huy gắn kết hơn với các lực lượng Liên Xô được củng cố trong và xung quanh Stalingrad. Theo đó, hầu hết các đơn vị thuộc Phương diện quân Stalingrad được tổ chức lại thành Phương diện quân Sông Don. Biên chế ban đầu của phương diện quân gồm Tập đoàn quân Cận vệ số 1, các tập đoàn quân 21, 24, 63, 66, tập đoàn quân xe tăng số 4 và tập đoàn quân không quân số 16. Các đơn vị thuộc Phương diện quân Đông Nam trước đó cũng được tổ chức lại thành Phương diện quân Stalingrad mới.
Bấy giờ, các đơn vị thuộc phương diện quân Sông Don đã cố thủ vững chắc tại ranh giới giữa sông Volga và Don. Nhiệm vụ chính của phương diện quân là giữ vững tuyến phòng thủ dọc theo sông Don, hai đầu cầu quan trọng ở bờ nam sông và giữ vững các tuyến tiếp vận để hỗ trợ phương diện quân Stalingrad trong nhiệm vụ giữ Stalingrad. Vào tháng 10 năm 1942, các tập đoàn quân 24 và 66 đã tiến hành một chiến dịch tấn công để kìm hãm lực lượng của quân Đức.
Để giảm bớt áp lực cho tập đoàn quân 62 đang chiến đấu trong thành phố, ngày 19 tháng 10 năm 1942, phương diện quân Sông Don đã phát động một cuộc tấn công từ khu vực phía bắc thành phố. Tướng Rokossovsky được giao nhiệm vụ quyết định: vượt qua tuyến phòng thủ của quân Đức, tìm cách kết nối với các đơn vị của phương diện quân Stalingrad, tiêu diệt nhóm đột kích của quân Đức đã đột nhập vào sông Volga.
Nhờ vào những hoạt động có hiệu quả của phương diện quân Sông Don, lãnh đạo Stavka đã có thể tập hợp và tập trung binh lực cho Chiến dịch Sao Thiên Vương. Cuối tháng 10, các tập đoàn quân 63 và 21, thuộc phương diện quân Tây Nam, đã được chuyển thuộc phương diện quân Sông Don và được bố trí ở cánh phải đội hình phương diện quân.
Ngày 19 tháng 11, các đơn vị thuộc phương diện quân đã phát động tiến công từ đầu cầu gần Kletskaya và từ khu vực Kachalinsky. Sau khi đánh bại các đơn vị quân Đức hướng đối diện, lực lượng phương diện quân tiến theo hướng chung đến Vertyachy và phối hợp với các đơn vị của Phương diện quân Tây Nam, bao vây và tiêu diệt kẻ thù trong khúc quanh nhỏ trên sông Don. Sau đó, phương diện quân Sông Don phối hợp cùng phương diện quân Stalingrad, tiến hành tiêu diệt các cụm lớn quân Đức bị bao vây trong khu vực Stalingrad. Lúc này, tập đoàn quân 21 đã được trả lại cho phương diện quân Tây Nam. Tuy vậy, một hoạt động tác chiến phối hợp giữa tập đoàn quân 65 (Phương diện quân Sông Don) và tập đoàn quân 21 (Phương diện quân Tây Nam), nhằm đột phá mặt trận và tiến về hướng đông nam trong trang trại Vertyachiy. Dù phía tập đoàn quân 24 đã không hoàn thành được nhiều mục tiêu trong các nhiệm vụ được giao, nhưng dù sao do kết quả của cuộc tấn công, hàng ngàn binh sĩ của quân Đức ở khu vực Stalingrad đã bị chặn trong vòng vây và lò hầm Stalingrad đã được hình thành.
Thừa thế, Tổng hành dinh đã ra lệnh yêu cầu phương diện quân Sông Don thực hiện các biện pháp để loại bỏ các đơn vị quân Đức đang bị bao vây. Tuy nhiên, vào ngày 12 tháng 12, quân Đức do Thống chế Erich von Manstein đã phát động cuộc tấn công chống lại lực lượng Hồng quân Liên Xô tại Stalingrad, hòng giải vây cho đạo quân của Thống chế Friedrich Paulus. Do đó, Stavka đã điều chỉnh lại kế hoạch và phương diện quân Sông Don được giao nhiệm vụ tập trung tiêu diệt lực lượng quân Đức bị bao vây trong lò hầm. Kết quả, phương diện quân đã tiêu diệt 22 sư đoàn địch, loại khỏi vòng chiến tính đến cuối tháng 12 là 250.000 binh lính và sĩ quan Đức. Thiệt hại nặng nhất với với phía Đức không chỉ là mất đi một đạo quân có sức mạnh đáng kể, mà còn ở nguồn nhân lực được đào tạo tốt và dày dạn kinh nghiệm chiến trường.
Ngày 30 tháng 12, theo chỉ thị của Stavka về việc chuyển giao tất cả các đơn vị tham chiến ở gần Stalingrad, các tập đoàn quân 57, 64 và 62 được chuyển thuộc phương diện quân Sông Don, để chuẩn bị cho đợt tấn công cuối cùng. Ngày 10 tháng 1 năm 1943, phương diện quân mở đợt tấn công mãnh liệt vào vị trí còn lại của quân Đức tại Stalingrad. Quân Đức nhanh chóng bị chia cắt thành 2 phần ở phía Bắc và phía Nam. Bộ phận ở phía Nam ngừng tồn tại vào ngày 31 tháng 1, với việc Hồng quân chiếm chỉ huy sở của Thống chế Paulus. Bộ phận phía Bắc lay lắt thêm vài ngày rồi cũng ngừng bắn hoàn toàn vào ngày 2 tháng 2.
Trong cuộc chiến khốc liệt tại Stalingrad, lực lượng của phương diện quân Sông Don đã phải chịu tổn thất đáng kể. Ngoài ra, thành phố này còn chịu thương vong nặng nề đói với thường dân, cũng như hầu như toàn bộ hạ tầng bị phá hủy.
Trên cơ sở chỉ thị ngày 5 tháng 2 năm 1943 của Stavka, Phương diện quân Sông Don được chuyển thành Phương diện quân Trung tâm vào ngày 15 tháng 2 năm 1943.

## Lãnh đạo phương diện quân
Tư lệnh
- K.K. Rokossovsky (tháng 9 năm 1942 - tháng 2 năm 1943): Trung tướng (1941), Thượng tướng (1943);

Ủy viên Hội đồng quân sự
- A.S. Zheltov (tháng 9 - tháng 10 năm 1942): Chính ủy Quân đoàn (1940);
- A.I. Kirichenko (tháng 10 - 12 năm 1942): Chính ủy Lữ đoàn (1941);
- K.F. Telegin (tháng 12 năm 1942 - tháng 2 năm 1943), Thiếu tướng (1942);

Tham mưu trưởng
- M.S. Malinin (tháng 9 năm 1942 - tháng 2 năm 1943), Thiếu tướng (1941), Trung tướng (1942).

## Biên chế chủ lực

### 1 tháng 10 năm 1942
- Tập đoàn quân cận vệ 1
- Tập đoàn quân 21
- Tập đoàn quân 24
- Tập đoàn quân 63
- Tập đoàn quân 66
- Tập đoàn quân xe tăng 4
- Tập đoàn quân không quân 16

### 1 tháng 1 năm 1943
- Tập đoàn quân 21
- Tập đoàn quân 24
- Tập đoàn quân 57
- Tập đoàn quân  62
- Tập đoàn quân 64
- Tập đoàn quân 65
- Tập đoàn quân 66
- Tập đoàn quân không quân 16